# Prowincja Nuoro
Prowincja Nuoro (wł. Provincia di Nuoro) – prowincja we Włoszech. 
Nadrzędną jednostką podziału administracyjnego jest region (tu: Sardynia), a podrzędną jest gmina.
Liczba gmin w prowincji: 52.